# Hunawihr
Hunawihr (en alsacià Hunewihr) és un municipi francès, situat a la regió del Gran Est, al departament de l'Alt Rin. L'any 2006 tenia 591 habitants.

## Demografia
| 1962 | 1968 | 1975 | 1982 | 1990 | 1999 |
| ---- | ---- | ---- | ---- | ---- | ---- |
| 518  | 523  | 521  | 537  | 503  | 511  |

## Administració
| Període   | Identitat        | Partit |
| --------- | ---------------- | ------ |
| 2001-2008 | Daniel Ziegler   |        |
| 2008-     | Gabriel Siegrist |        |